# Jo Swinson
Joanne Kate Swinson (Glasgow, 5 februari 1980) is een Brits politica. Zij was in 2019 enkele maanden partijleider van de Liberal Democrats. Van 2017 tot 2019 zat ze in het Lagerhuis voor het Schotse kiesdistrict East Dunbartonshire nadat ze eerder in de periode 2005 en 2015 voor hetzelfde kiesdistrict ook al in het Lagerhuis zat.

## Biografie
Jo Swinson studeerde management aan de London School of Economics waar ze in 2000 haar bachelor haalde. Op zeventienjarige leeftijd werd ze lid van de Liberal Democrats. Na haar studie verhuisde ze naar Yorkshire en ging ze public relations doen voor een radiozender. Op 21-jarige leeftijd nam ze in 2001 deel aan de landelijke verkiezingen van dat jaar en behaalde ze 6% van de stemmen. Twee jaar later stond ze verkiesbaar voor de Schotse parlementsverkiezing en toen wist ze in het kiesdistrict Strathkelvin and Bearsden 14% te behalen, waarmee ze derde werd.
In 2005 werd Swinson verkozen in het Lagerhuis namens het nieuwe kiesdistrict East Dunbartonshire en ze werd daarmee het jongste lid van het Lagerhuis. Ze fungeerde indertijd als woordvoerder voor Schotland, buitenlandse zaken, vrouwen en gelijkheid. Tijdens haar eerste periode als parlementslid sprak ze zich ook herhaaldelijk uit tegen de Irakoorlog en verdedigde Swinson de burgerlijke vrijheden. Ook spreekt ze zich uit voor maatregelen tegen klimaatverandering en voor vermindering van belastinginkomsten.
Bij de tussentijdse kabinetsherschikking van het kabinet-Cameron I verkreeg Swinson in 2012 de positie van onderstaatssecretaris voor arbeidsrelaties, consumenten- en postzaken. Ze zou deze positie voor de rest van de kabinetsperiode aanhouden. Vanuit haar positie als onderstaatssecretaris zette zij zich onder meer in voor een langer ouderschapsverlof voor vaders. Onder de nieuwe regels die Swinson hiervoor opstelde kunnen ouders zelf beslissen hoe ze de vijftig weken van verlof onderling opdelen.
In 2015 verloor ze haar zetel in het Lagerhuis aan John Nicolson van de Scottish National Party, maar twee jaar later wist ze tijdens de Lagerhuisverkiezingen van 2017 haar positie in het parlement weer terug te krijgen. Bij haar terugkomst werd Swinson vice-voorzitter van de Liberal Democrats. Twee jaar later werd ze op 22 juli 2019 verkozen tot de eerste vrouwelijke voorzitter van de Liberal Democrats. In die functie volgde ze Vince Cable op. Bij de Britse Lagerhuisverkiezingen op 12 december 2019 verloor ze met een verschil van 149 stemmen haar zetel in het Lagerhuis aan Amy Callaghan van de Scottish National Party; ze was de eerste zittende partijleider die een zetel verloor sinds Arthur Henderson in 1931. Swinson trad terug als partijleider.